# Čukvala
Čukvala (Sauromalus) je rod plazů z čeledi leguánů, žijících v pouštních oblastech na jihozápadě USA a v Mexiku.

## Popis
Čukvaly dosahují obvykle délky okolo 30 cm, ale druh Sauromalus varius z ostrůvku San Esteban v Kalifornském zálivu dorůstá přes 60 cm a váží půldruhého kilogramu (tomuto jevu, kdy v prostředí zbaveném predátorů je živočich větší než jeho pevninští příbuzní, se říká ostrovní gigantismus). Jsou převážně šedě zbarvené (samci mají na hřbetě červené skvrny), charakteristickým znakem je krátký tlustý ocas. Živí se rostlinnou potravou, převážně suchomilným keřem Larrea tridentata. Patří mezi teritoriální živočichy, samci si území značkují výměšky zvláštních holokrinních žláz na vnitřní straně stehen. Tito pouštní ještěři musí dobře hospodařit s vodou, proto odpadní látky nevylučují močí, ale zbavují se jich kýcháním.
Čukvala je aktivní při teplotách okolo 40 °C: v chladném počasí spí a většinu zbývajícího času se vyhřívá na rozpálených skalách. Trup je po stranách zploštělý a kůže visí ve volných záhybech; to umožňuje čukvalám ukrývat se před nepřáteli ve skalních štěrbinách. Ještěr pak nadme plíce a zaklíní se mezi kameny. Domorodci, pro které je maso čukvaly vyhledávanou pochoutkou, propichují plíce špičatým klackem, aby mohli tvora vytáhnout.